# روبرتو أندرادي سيلفا
روبرتو أندرادي سيلفا (بالبرتغالية: Roberto Andrade Silva‏) (24 أبريل 1988 في البرازيل - ) هو لاعب كرة قدم برازيلي في مركز الدفاع. شارك مع منتخب البرازيل تحت 20 سنة لكرة القدم. أما مع النوادي، فقد لعب مع أتلتيكو باراناينسي وجمعية بورتوغيزا الرياضية ونادي أفاي لكرة القدم ونادي غواراني ونادي غريميو بارويري ونادي كاشياس دو سول ونادي فولتا ريدوندا ونادي كويابا ونادي ساو بينتو الرياضي وPalmas Futebol e Regatas ‏.

## وصلات خارجية
- روبرتو أندرادي سيلفا على موقع قاعدة بيانات كرة القدم.إي يو (الإنجليزية)
- روبرتو أندرادي سيلفا على موقع Soccerway.com (الإنجليزية)